# Rosario Robles

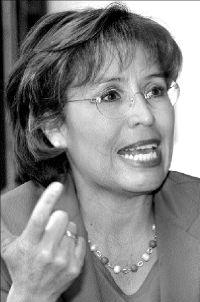
Rosario Robles in 2002

María del Rosario Robles Berlanga (Mexico-Stad, 1956) is een Mexicaans politica.
In 1989 sloot ze zich aan bij de Partij van de Democratische Revolutie (PRD) en in 1994 werd ze in de Kamer van Afgevaardigden gekozen.
In 1999, na het terugtreden van Cuauhtémoc Cárdenas, werd ze benoemd tot ad interim regeringsleider van het Federaal District, een positie die te omschrijven valt als die van burgemeester van Mexico-Stad. Zij was daarmee de eerste vrouw die burgemeester van Mexico-Stad werd. Tijdens haar termijn, die duurde tot Andrés Manuel López Obrador in 2000 werd gekozen en de fakkel van haar overnam, werd ze ervan beschuldigd haar positie te misbruiken om haar imago te verbeteren. Haar critici beschuldigde ze van misogynie.
Van 2002 tot 2003 was ze voorzitter van de PRD. In 2004 werd haar politieke imago zwaar beschadigd door de videoschandalen, waarna ze uit de PRD stapte.
- Gemeinsame Normdatei: 1056588853
- International Standard Name Identifier: 0000 0004 3170 5054
- Library of Congress Control Number: nr99039672
- Système universitaire de documentation: 084074116
- Virtual International Authority File: 26987461